# 李伯清
李伯清（1947年11月8日—），爱称“李贝贝”、“川渝男神”、“金叫唤”，四川成都人，艺术家 、主持人、评书人、演员、佛教弟子；是国家一级演员，四川省曲艺家协会会员，成都市书法家协会会员， 重庆市戏剧家协会会员，重庆市民间文艺家协会会员，第一届巴蜀笑星，重庆市第二届政协委员，民间足球俱乐部皇家贝里斯创始人兼主席。因为其贴近实际生活和幽默的四川方言脱口秀艺术形式而深受四川人喜爱。

## 生平
1947年11月8日生于成都。早年生活比较艰辛，曾经做过搬运工、木工、炊事员，而这些经历也促使他从生活中积累艺术素材。1980年6月开始从事个体曲艺工作，主讲评书，并创造散打评书这一艺术形式，成为川渝地区著名的笑星。
李伯清散打评书以贴近市井文化为主要特点。他尤其突出了成都文化中的“假打”精神，表现了成都人日常生活中的幽默风趣的性格。
1996年，师从四川省博物馆馆长何世珍先生，学习书法，绘画艺术。
2005年3月11日，接受凤凰卫视“鲁豫有约”节目的专访。
2007年10月29日，李伯清宣布在四川彭州三昧禅林剃度，正式出家，法号广慈。

## 获奖
- 1992年 全国“三书”比赛获业余组金奖
- 1992年 四川省文化厅新节目展演二等奖
- 1998年 “川航杯”巴蜀笑星擂台赛中获特荣誉奖，被评为“巴蜀十大笑星”。

## 主要作品
- 散打评书：《酒色才气》《散打第二春》《散打SARS》《生活百态》《市井闲话》《大话60年》等
- 电视剧：《三喜临门》《假打外传》《春光灿烂猪八戒Ⅱ》
- 电影：《麻将棒棒手》《百万彩票》《鬼城奇遇》《血战到底》
- 配音：《猫和老鼠四川方言版》

## 逸事
李伯清在其新浪微博中，因爱用四川方言脏话“背你妈的时”来評論各类事件而被网友取了个外文名：贝利马列斯·里贝金。李伯清本人不爱旅游，曾在评书中提到连九寨沟都没去过，于是有网友把他的“背你妈的时”印上T恤环游世界。